# Wallace H. White, Jr.
Wallace H. White, Jr. (Lewiston, 1877. augusztus 6. – Auburn, 1952. március 31.) az Amerikai Egyesült Államok szenátora (Maine, 1931–1949).